# Cummings Chesney
Cummings Colineer Chesney (Selinsgrove, 28 de outubro de 1863 — 27 de novembro de 1947) foi um engenheiro elétrico estadunidense.